# Grant O’Connell
Grant Austin O’Connell ist ein US-amerikanischer Schauspieler, Filmschaffender und Clown.

## Leben
O’Connell stammt aus Cold Spring Harbor, New York. Seine Eltern sind Drew und Lillian O’Connell. Er hat zwei Brüder und vier Schwestern. Ab 2007 studierte er Wirtschaftswissenschaft und Englisch am College of the Holy Cross. 2010 beendete er sein Studium mit dem Bachelor-Abschluss. Während seiner Zeit am College of the Holy Cross war er Teil der Regatta-Mannschaft.
Erste Erfahrungen als Schauspieler sammelte er in der Pilotfolge zur Fernsehserie School Spirits. 2013 wirkte er unter anderem in der Fernsehdokuserie Übersinnliche Begegnungen – Stars erzählen und zwei Kurzfilmen mit. 2014 stellte er die männliche Hauptrolle des Zombies Rigo in der Horrorkomödie Sex, Gras & Zombies! dar. 2015 mimte er in drei Episoden der Miniserie Doctor What die titelgebende Hauptrolle des Dr. What. 2016 spielte er in einer Nebenrolle im Film Attack of the Killer Donuts mit. Im Folgejahr spielte er die Rolle des Grant in der Fernsehserie Kidadults, in der er auch Aufgaben hinter der Kamera als Drehbuchautor und Produzent übernahm. 2024 erschien sein Kurzfilm Le Regard unter anderen auf dem Austin Short Film Festival.
Als Clown gehört er zur Gruppe iL FUNGO.

## Filmografie (Auswahl)

### Schauspiel
- 2011: School Spirits (Fernsehserie, Episode 1x01)
- 2013: Übersinnliche Begegnungen – Stars erzählen (Celebrity Ghost Stories, Fernsehdokuserie, 1 Episode)
- 2013: m4m (Fernsehserie)
- 2013: Brooklyn Sweet Nothings (Kurzfilm)
- 2013: Welcome Home, Lee (Kurzfilm)
- 2014: Sex, Gras & Zombies! (The Coed and the Zombie Stoner)
- 2015: The Bronx Dahmer (Kurzfilm)
- 2015: Pitiful Creatures (Fernsehserie, Episode 1x17)
- 2015: Doctor What (Miniserie, 3 Episoden)
- 2016: Attack of the Killer Donuts
- 2017: Kidadults (Fernsehserie, 7 Episoden)
- 2018: Beast (Kurzfilm)
- 2018: What’s Behind You (Kurzfilm)
- 2021: The Suicide Diver (Kurzfilm)
- 2022: Bush Guy (Kurzfilm)

### Filmschaffender
- 2017: Kidadults (Fernsehserie, 7 Episoden; Drehbuch/Episode 2x03; Produzent)
- 2018: What’s Behind You (Kurzfilm; Drehbuch, Produktion, Regie)
- 2022: Bush Guy (Kurzfilm; Drehbuch, Produktion, Regie)
- 2024: Le Regard (Kurzfilm; Drehbuch, Produktion, Regie)